# K. Ananda Rau

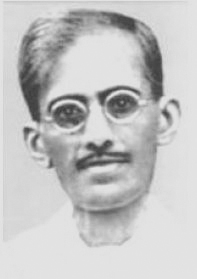
Ananda Rau

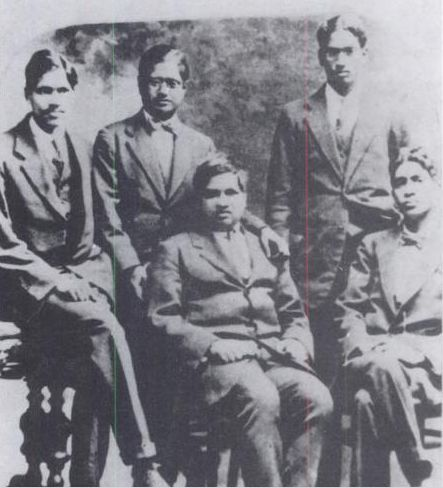
Ananda Rau (links) mit Ramanujan (vorne in der Mitte sitzend)

K. Ananda Rau (* 21. September 1893 in Madras; † 22. Januar 1966 in Bombay) war ein indischer Mathematiker.
Rau besuchte das Presidency College der University of Madras und studierte ab 1914 an der Universität Cambridge bei Godfrey Harold Hardy, gleichzeitig mit S. Ramanujan, mit dem er sich befreundete. Ein Verwandter von Rau, Ramachandra Rao, war ein enger Freund und Gönner von Ramanujan. 1917 gewann er den Smith Prize, 1919 wurde er bei Hardy promoviert und kehrte nach Indien zurück. Er wurde Professor am Presidential College, wo er bis zu seinem Ruhestand 1948 blieb und Prinzipal des College wurde.
Als Schüler von Hardy befasste er sich zunächst mit Analysis, speziell Summierbarkeit durch allgemeine Dirichlet-Reihen und hier Lambert-Summen. Er bewies einige allgemeine Tauber-Sätze. Später befasste er sich mit Modulfunktionen und Darstellung von ganzen Zahlen als Summen von Quadraten. Er begründete in Indien eine Schule der Zahlentheorie.
Seine Frau starb früh 1928, seine Tochter 1940. Später erblindete er auf einem Auge.
Zu seinen Doktoranden zählt K. Chandrasekharan. Weitere seiner Studenten waren Subrahmanyan Chandrasekhar, S. Minakshisundaram (1913–1968), M. V. Subbarao, Ganapathy Iyer, T. Vijayaraghavan (1902–1955), S. S. Pillai. Er war der Onkel väterlicherseits von R. K. Rubugunday.
Er arbeitete später auf ähnlichen Gebieten wie Ramanujan. Nach R. Narasimhan bewunderte er Ramanujan, ohne ihn jedoch wie andere zu mystifizieren oder zu romantisieren.